# Secyminek (gromada)
Secyminek (od 31 XII 1959 Secymin Polski) – dawna gromada, czyli najmniejsza jednostka podziału terytorialnego Polskiej Rzeczypospolitej Ludowej w latach 1954–1972.
Gromady, z gromadzkimi radami narodowymi (GRN) jako organami władzy najniższego stopnia na wsi, funkcjonowały od reformy reorganizującej administrację wiejską przeprowadzonej jesienią 1954 do momentu ich zniesienia z dniem 1 stycznia 1973, tym samym wypierając organizację gminną w latach 1954–1972.
Gromadę Secyminek z siedzibą GRN w Secyminku utworzono – jako jedną z 8759 gromad na obszarze Polski – w powiecie sochaczewskim w woj. warszawskim, na mocy uchwały nr VI/10/4/54 WRN w Warszawie z dnia 5 października 1954. W skład jednostki weszły obszary dotychczasowych gromad Piaski Duchowne i Piaski Królewskie ze zniesionej gminy Tułowice w powiecie sochaczewskim oraz obszary dotychczasowych gromad Krubiczew, Nowiny, Ośniki, Polesie Nowe, Polesie Stare, Secyminek, Secymin Nowy() i Secymin Polski ze zniesionej gminy Leoncin w powiecie nowodworskim w tymże województwie. Dla gromady ustalono 13 członków gromadzkiej rady narodowej.
31 grudnia 1959 gromadę Secyminek zniesiono przenosząc siedzibę GRN z Secyminka do Secymina Polskiego i zmieniając nazwę jednostki na gromada Secymin Polski.